# Sinopacific Crown 63
Der Massengutschiffstyp Sinopacific Crown 63 wurde in einer Serie von über 80 Einheiten gebaut.

## Einzelheiten
Die Crown-63-Baureihe wurde von der Sinopacific Shipbuilding Group und der Econovo Marine Engineering Company entworfen. Der Typ Crown 63 basiert auf dem zehn Meter kürzeren Entwurf Sinopacific Crown 58, mit dem er sich die grundlegenden Parameter teilt. Die Linien des Unterwasserschiffs wurden bei der HSVA entwickelt. Der Schiffstyp wurde als erster in Asien gefertigter Frachtschiffstyp von Bureau Veritas mit dem Energy Efficiency Design Index zertifiziert. 86 Einheiten des Typs wurden von 2011 bis zum Konkurs von Sinopacifics Bauwerft Yangzhou Dayang Shipbuilding im Jahr 2017 für verschiedene Reedereien gebaut. Weitere Schiffe entstanden auf der chinesischen New-Dayang-Werft.
Die Crown-63-Schiffe sind als Ultramax-Massengutschiffe mit achtern angeordneten Aufbauten ausgelegt. Sie haben fünf Laderäume mit jeweils eigener Luke, deren Lukendeckel hydraulisch betätigt werden. Der gesamte Laderaumrauminhalt beträgt bei Schüttgütern 77.345 m³. Zum Ladungsumschlag stehen vier mittschiffs angebrachte hydraulische Schiffskräne zur Verfügung. Der Schiffstyp kann bei einem Entwurfstiefgang von 11,30 m rund 51.000 Tonnen und bei maximaler Abladung auf 13,30 m 63.000 Tonnen transportieren. Die Einheiten sind auf den Transport verschiedener Massengüter, wie zum Beispiel Getreide, Kohle, Mineralien inklusive verschiedener Gefahrgüter ausgelegt. Die Tankdecke der Laderäume ist für den Erztransport verstärkt ausgeführt. Es können darüber hinaus auch Sackgüter, Stahlprofile, -röhren und andere Massenstückgüter, jedoch keine Decksladungen transportiert werden.
Der Antrieb der Schiffe besteht aus einem bei Doosan in Lizenz gebauten Zweitakt-Dieselmotor des Typs MAN B&W 5S60 ME mit einer Leistung von etwa 8300 kW. Der Motor ermöglicht eine Geschwindigkeit von etwa 14,5 Knoten. Es stehen mehrere Hilfsdiesel und ein Notdiesel-Generator zur Verfügung.